# Nedre Stjørdals kommun
Nedre Stjørdals kommun (norska: Nedre Stjørdal kommune) var en kommun i dåvarande Nord-Trøndelag fylke i Norge. Kommunen omfattade den västra delen av nuvarande Stjørdals kommun. Byn Værnes utgjorde kommunens centralort.

## Administrativ historik
Nedre Stjørdals kommun upprättades 1850 när den dåvarande kommunen Stjørdalen delades i två och de båda kommunerna Nedre Stjørdal respektive Øvre Stjørdal bildades. Kommunen hade 6 543 invånare vid upprättandet.
Den 1 januari 1902 delades kommunen i tre och kommunerna Lånke, Skatval och Stjørdal bildades. Den gamla kommunen hade vid delningen totalt 6 732 invånare.